# Solagro
Solagro est une association française qui vise à favoriser l'émergence et le développement, dans les domaines de l'énergie, de l'environnement, de l'agriculture et de la forêt, de pratiques et de procédés participant à une gestion économe, solidaire et de long terme des ressources naturelles.

## Histoire
L'association loi de 1901 est fondée le 22 décembre 1981 sous le nom de Solagro, association énergies renouvelables et agriculture.
En janvier 2001, elle change de dénomination pour association énergies renouvelables et agriculture, avant de prendre celle de Solagro en janvier 2003.

## Spécialités
Solagro agit dans la spécialité du conseil en ingénierie, en recherche prospective et la formation dans les domaines de l'agroécologie, la méthanisation, les stratégies territoriales, le gaz renouvelable, la forêt et le bois énergie.

## Publications
Dans le cadre de la diminution par 4 des émissions de gaz à effet de serre (GES) en 2050 par rapport à 1990, et par 2 des GES provenant de l’agriculture, l'association est à l'origine de la publication :
- du scénario énergétique négawatt[3],
- depuis 2009, du scénario d'utilisation des terres agricoles en France en 2050 : Afterres2050[4],[5],[6]. Ce scénario national est décliné pour partie régionalement.

Solagro édite, à destination des collectivités, de nombreux Plans climat-air-énergie territoriaux (PCAET) et des Schémas de cohérence territoriale (SCOT).
Elle teste et chiffre différentes hypothèses de Modélisation systémique de l’usage des terres (MoSUT).